# آلیاژ

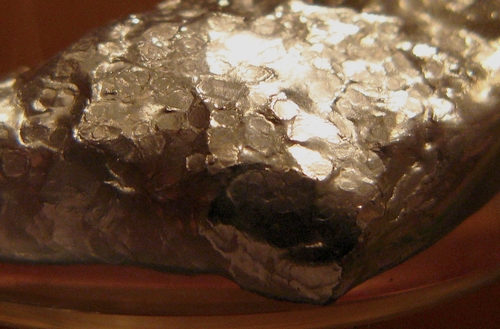
فلز وود، یک آلیاژ اوتکتیک ساخته شده از بیسموت، سرب، قلع و کادمیم. دانه‌های مجزا از هم را می‌توان به شکل سطوح صاف بلورها مشاهده کرد.

آلیاژ (فرانسوی: Alliage) یا هم‌جوشه، مخلوط یا محلول جامد فلزی متشکل از یک فلز اصلی که آن را فلز پایه می‌گویند با یک یا چند عنصر فلزی یا غیرفلزی است. به زبان ساده، آلیاژ، مخلوطی از یک فلز با یک یا چند عنصر دیگر است. برای مثال فولاد، آلیاژ آهن با کربن است.
آلیاژ معمولاً خواصی متفاوت از عناصر تشکیل دهنده خود دارد. بسته به میزان همگنی در اختلاط عناصر، هم‌جوشه می‌تواند تک فاز یا چند فازی باشد. هدف از هم‌جوشه‌سازی، تغییر و بهبود خواص ماده مانند چقرمگی، استحکام، سختی و غیره‌ست. ویژگی‌های فیزیکی هم‌جوشه با نمودار فازی توصیف می‌شود.
معمولاً آلیاژ ها (هم‌جوشه ها) بر اساس درصد وزنی عناصر موجودشان گزارش می‌شوند. بر اساس تعداد عناصر، هم‌جوشه را دوتایی، سه‌تایی و غیره می‌نامند. برای بیان یک هم‌جوشه مشخص با دامنه متغیر از درصد عناصر، اصطلاح سیستم بکار می‌رود؛ مثلاً، فولاد سیستم آلیاژی دوتایی از آهن و کربن است که در این سیستم آلیاژی دامنه کربن بین ۰٫۰۲ تا ۲٫۱۴ درصد قابل‌تغییر است.
به محلول جامدی که حداقل یکی از اجزای آن‌ها فلز بوده و خواص فیزیکی و شیمیایی فلزی داشته باشند، آلیاژ فلزی و به محلول‌های جامدی که حداقل یکی از اجزای آن‌ها سرامیکی بوده و خواص سرامیکی داشته باشند، آلیاژ سرامیکی گفته می‌شود.

## تاریخچه
تولید آلیاژها سابقه‌ای طولانی دارد و شاید به زمانی برسد که انسان فلز را شناخت. اولین آلیاژها از فلزاتی ساخته شدند که در دسترس انسان های فراوانی بوده. مس، قلع، سرب و روی از اولین فلزاتی بودند که انسان از آن‌ها آلیاژ ساخت.

### آلیاژهای مس

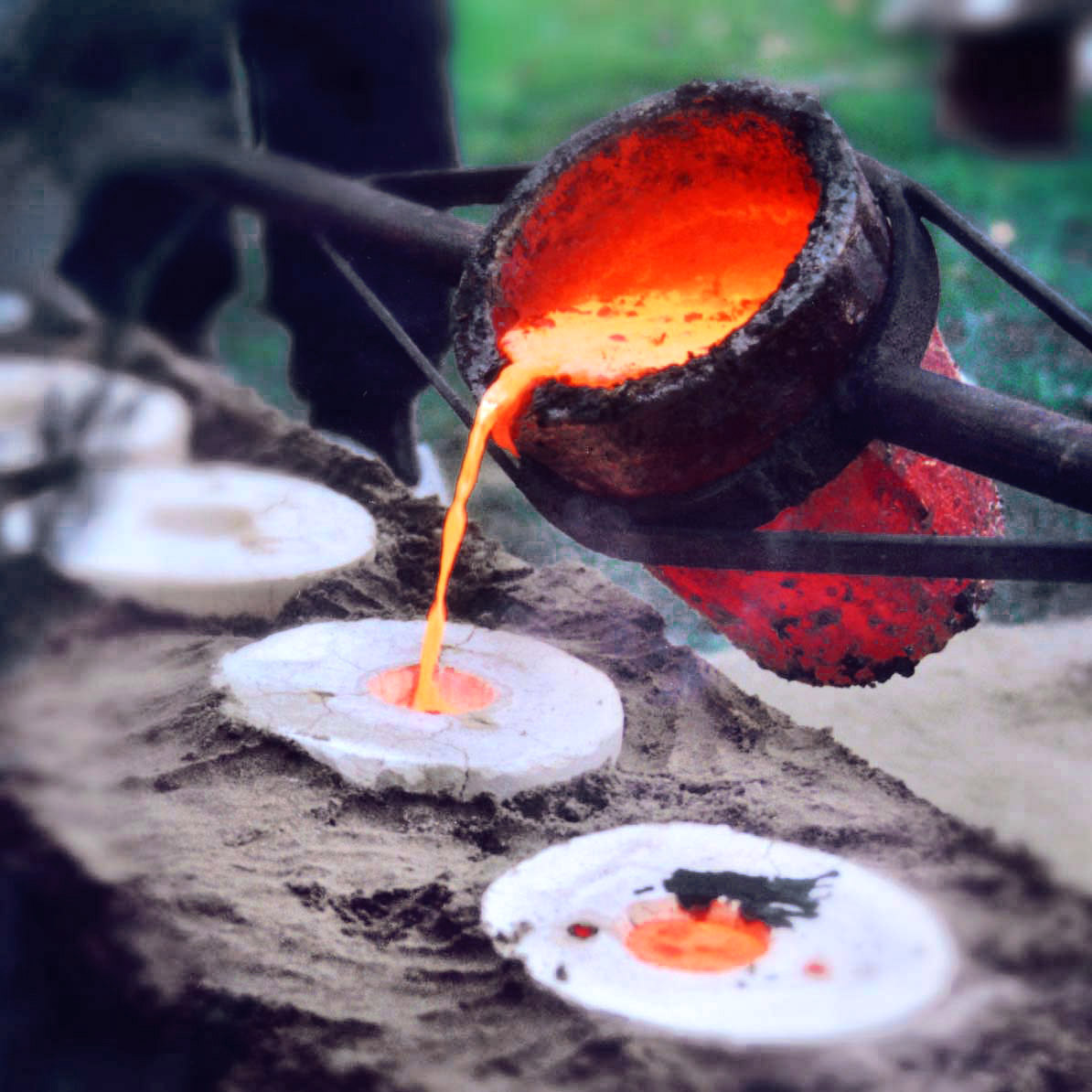
برنز (مفرغ) مذاب در حال ریختن به داخل قالب در فرایند ریخته‌گری

مفرغ نخستین آلیاژی است که بشر ساخته‌است؛ احتمالاً از ترکیب اتفاقی مس و قلع به صورت مذاب و سرد کردن مخلوط‌شان. این آلیاژ چون سخت‌تر از هردو فلز مس و قلع بود، برای ساختن چاقو و نیزه و مانند آن به کار رفت. پس از آن هم انواع مختلفی از آلیاژها به دست بشر ساخته شد و با توجه به نیاز و ویژگی‌های‌شان مورد استفاده قرار گرفت. یکی از پرکاربردترین آن‌ها، آلیاژ برنج است که ترکیبی است از مس و روی. این آلیاژ به سبب سختی زیاد از دیرباز مورد استفاده بوده‌است.

## ویژگی‌های آلیاژها
در برخی از آلیاژها پس از آمیخته شدن عناصر تشکیل دهنده آلیاژ، خواص تمام عناصر تشکیل‌دهنده در آلیاژ تشکیل شده مشاهده می‌شود. درست مانند حل شدن نمک در آب، یکی از عناصر در دیگری فقط حل می‌شود. اما در برخی از آلیاژها، فلزها چنان در هم می‌آمیزند که آرایش ذرات آن‌ها دگرگون شده و مخلوطی از چند عنصر شیمیایی به دست می‌آید. آلیاژها از ذرات بسیار کوچکی تشکیل شده‌اند. برخی از این ذرات به هم می‌پیوندند و مجموعه‌هایی پدید می‌آورند که به آن‌ها دانه گفته می‌شود. اندازه این دانه‌ها در خواص بعدی آلیاژها بسیار تاثیرگذارند. همچنین اندازه دانه‌ها به عواملی همچون میزان حرارت داده شده به مواد تشکیل‌دهنده و سرعت سرد کردن آن‌ها بستگی دارد؛ در حقیقت هرچه مواد را سریع‌تر سرد کنیم، اندازه دانه‌ها ریزتر می‌شود. به این ترتیب، ریزی و درشتی دانه‌ها، در خواص بعدی آلیاژها تأثیرگذار است و از راه تنظیم میزان حرارت داده شده و سرعت سرد کردن می‌توان خواص مورد نظر را در آلیاژ ایجاد کرد.
بیشتر آلیاژها از فلزات تشکیل‌دهنده‌شان سخت‌ترند. به همین دلیل از شکل‌پذیری کمتری برخوردارند. همین‌طور بیشتر آلیاژها در دمایی کمتر از دمای ذوب فلزات تشکیل‌دهنده ذوب می‌شوند و رسانایی الکتریکی ضعیف‌تری دارند.

## انواع آلیاژها

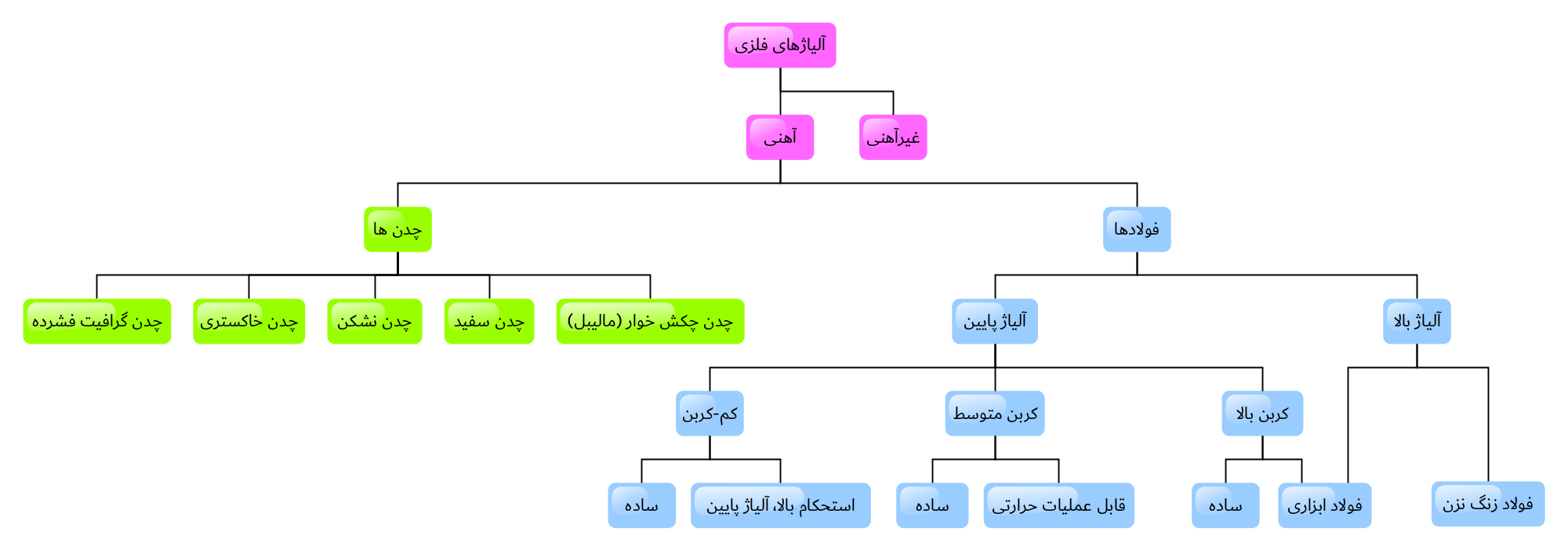
طبقه‌بندی برخی از آلیاژهای آهنی.

آلیاژها را با توجه به فلز پایه‌شان به دو دستهٔ آهنی و غیر آهنی تقسیم می‌کنند. آلیاژهای آهنی، آلیاژهایی هستند که فلز پایه در آن‌ها آهن است. از مهم‌ترین آن‌ها می‌توان به فولاد اشاره کرد. در مقابل، تمام آلیاژهایی که فلز پایه در آن‌ها، فلزی غیر از آهن است، آلیاژهای غیر آهنی خوانده می‌شود.

### آلیاژهای آهنی
فلز پایه در این آلیاژها آهن است. بسته به میزان کربن ترکیب شده در آن، به دو دسته فولادها و چدنها تقسیم می‌شوند.

#### فولاد
وجود کمتر از ۲ درصد تا ۰٫۰۲ کربن در آهن، فولاد را به وجود می‌آورد. اضافه کردن عناصر دیگر غیر از کربن، هرکدام خواص متفاوتی به فولاد می‌دهد. منگنز سبب سختی فولاد، نیکل باعث جلوگیری از خوردگی فولاد، تنگستن باعث محکمی و وجود کروم و نیکل سبب ضدزنگ شدن فولاد می‌شود. آهن ورزیده نیز آلیاژی است با کربن کم که در ساختن میخ پرچ، لوله آب، زنجیر و غیره به کار می‌رود. از فولاد در ساخته‌های زیادی مانند پل‌ها ساختمان‌ها و بناهای عظیم استفاده می‌شود.

#### چدن
وجود بیش از ۲ تا ۶ درصد کربن در آهن، تشکیل چدن می‌دهد.
آلیاژ چدن: Fe+c

### آلیاژهای غیر آهنی

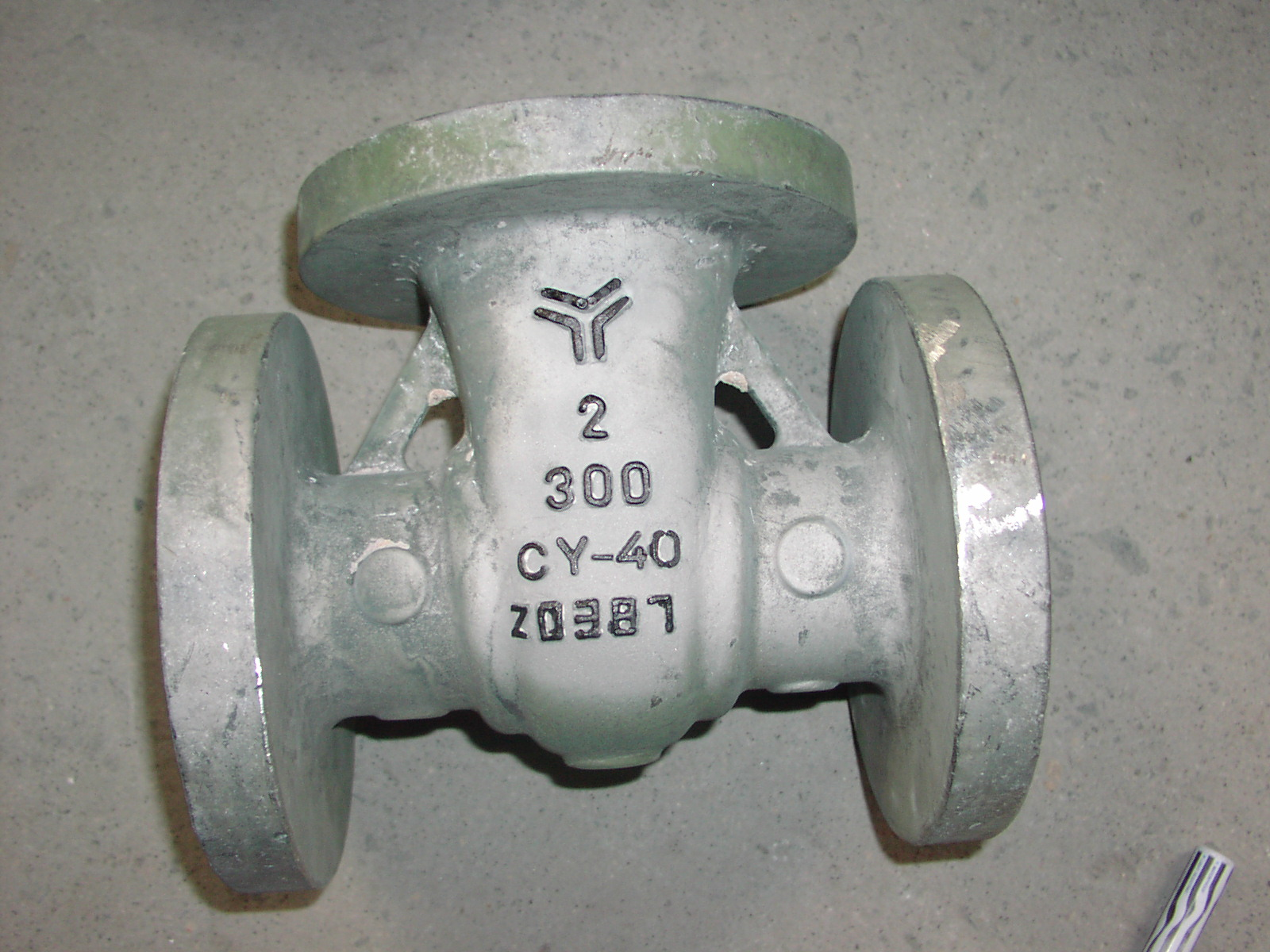
بدنه شیر دروازه ای ریخته شده از جنس اینکونل

فلز پایه در این آلیاژها، فلزی غیر از آهن است. مفرغ، برنج و بسیاری آلیاژهایی که می‌شناسیم، آلیاژهای غیر آهنیاستفاده می‌شوند. طلا، نشان‌دهنده مقدار فلز اضافه شده در آن است. عیار طلای خالص را ۲۴ فرض می‌کنند؛ بنابراین طلای ۱۸ عیار، طلایی است که از ۲۴ قسمت، ۱۸ قسمت‌اش طلا و باقی مس است. یکی از آلیاژهای مشهور غیر آهنی ورشو است. این آلیاژ ترکیبی است از مس به عنوان فلز پایه و روی و نیکل به عنوان عناصر حل شونده. ورشو به علت شباهت‌اش به نقره، نقره آلمانی و نقره انگلیسی نیز گفته می‌شود.

#### ملغمه نقره
آلیاژی از نقره و جیوه است که از آن برای تهیه مواد پرکننده دندان هم استفاده می‌شود. در این آلیاژها فلز پایه، جیوه است.